# 徳明財經科技大学
徳明財経科技学（とくめいざいけいかぎだいがく、Takming University of Science and Technology）は、台湾台北市に位置する私立大学である。

## 歴史
| 年     | 月日     | 事跡                               |
| ------ | -------- | ---------------------------------- |
| 1923年 | -        | 香港に於いて「徳明学院」として開校 |
| 1949年 | -        | 国共内戦により学校運営を停止       |
| 1962年 | -        | 台湾に於いて復校計画が立案される   |
| 1965年 | 11月12日 | 「徳明行政管理専科学校」として復校 |
| 1974年 | -        | 「徳明商業専科学校」と改称         |
| 1990年 | -        | 「徳明技術学院」と改称             |

## 組織
- 企業管理学科
- 物流管理学科
- 保健金融管理学科
- 販売管理科
- 会計情報学科
- 財務金融学科
- 財政税務学科
- 国際貿易学科
- 情報管理学科
- 情報テクノロジー学科
- マルチメディアデザイン学科
- 応用外国語学科